# Mabudża (Hama)
Mabudża (arab. مبعوجة) – miejscowość w Syrii, w muhafazie Hama. W 2004 roku liczyła 2929 mieszkańców.